# 高木友三郎
高木 友三郎（たかぎ ともさぶろう、1887年（明治20年）4月5日 - 1974年（昭和49年）5月12日）は、日本の経済学者、ジャーナリスト。法政大学教授、北日本新聞主筆・会長。

## 略歴
1887年（明治20年）4月5日、富山県に生まれる。
1914年（大正3年）東京帝国大学法科大学政治学科を卒業。
同年、不動貯金銀行に入社。翌年、増田ビルブローカー銀行に転動。市場調査、株式売買を担当。
1917年（大正7年）大阪毎日新聞入社。経済部副部長を務める。
1918年（大正8年）東京帝国大学大学院法学部ドイツ法律学科に入学し、金井延もとで経済学・経済政策を研究。
同年10月、法政大学に、わが国初の経済学部を創設。経済学部教授に就任する。
1921年（大正10年)　東京帝国大学大学院卒業後、～1925年、イギリス・ドイツに留学。ベルリン大学在学。
1933年（昭和8年）、学位論文『生の経済哲学』で経済学博士（法政大学）を取得する。
1936年（昭和11年）内閣調査局専門委員、企画院委員を務め、1938年（昭和13年）に法政大学経済学部長に就任する。
この時期、法政大学の他に、中央大学、大同文化学院、東亜専門学校、嘉悦女子高等商業にて、経済学原論、世界経済、経済時事、景気変動論等の講義に務める。
1941年（昭和16年）から北日本新聞（富山県の新聞）主筆として「月曜論壇」を執筆。
1942年（昭和17年）東京市会議員(下谷区選出)に当選。
戦争中に大日本帝国政府に就職したとして、戦後のGHQによる公職追放を受けて教授職から離れる中、弁護士資格を取得。法博孫田秀春弁護士の元、主に労働法事件を担当。
1951年（昭和26年）追放解除により、日本大学法学部教授、法政大学名誉教授として復職。
1953年（昭和28年）日本大学経済学部教授、並びに同大学院教授に就任。
1958年(昭和33年）北日本放送（富山市）取締役に就任。　北日本新聞取締役会長に就任。
1969年（昭和44年）勲三等旭日中綬章を受章
1974年（昭和49年）5月12日死去、87歳。

## 著書
- 『世界景氣は日本から 世界恐慌と日本財界』（同文館、1931）
- 『經濟斷交怖るるに足らず 東亞モンロー主義への驀進』（千倉書房、1932）
- 『生の経済哲学』（森山書店、1934）
- 『躍進日本の経済知識』（森山書店、1934）
- 『戰争的世代と産業』（日本文化中央連盟、1939）
- 『最近商品学』（帝国書院、1939）
- 『新體制の經濟』（第一書房、1940）
- 『戰爭・經濟・生活』（実業之日本社、1940）
- 『統制国民経済学』（中文館書店、1940）
- 『世界再建と物価・景気』（ダイヤモンド社、1941）
- 『世界戰の見透しとわが經濟生活』（拓南社、1941）
- 『國民經濟學』（千倉書房、1942）
- 『海上權と日本の發展』（興亜日本社、1942）
- 『世界情勢と最近の支那問題』（日本工業倶楽部、1943）
- 『新版國民經濟學』（千倉書房、1944）
- 『経済学入門』（千倉書房、1947）
- 『最新経済通論』（増進堂、1949）
- 『米ソ對立下の投資對策 大インフレ時・その全財產をどう振向けるか』（金融通信社出版部、1951）
- 『よりよき人生よりよき生活-幸福への道』（実業之日本社、1953）
- 『文化哲学と経済学』（東洋経済新報社、1962）
- 『経済学原論』（千倉書房、1964）
- 『日本民族のヴィジョン-日本歴史の新展開』（鹿島研究所出版会、1969）

## 参考
- kotobank > 高木友三郎とは
- 『現代人名情報事典』（平凡社、1987）
- 高木友三郎のドイツ留学 飯田隆